# Wendyczany (stacja kolejowa)
Wendyczany (ukr. Вендичани) – stacja kolejowa w miejscowości Wendyczany, w rejonie mohylowskim, w obwodzie winnickim, na Ukrainie. Położona jest na linii Żmerynka – Mohylów Podolski – Ocnița.

## Historia
Stacja powstała w 1892 na linii ze Żmerynki do Oknicy i przejścia granicznego z Austro-Węgrami w Nowosielicy, pomiędzy stacjami Niemierczi i Izraiłówka.